# Boyne-Valley-Nationalpark
Der Boyne-Valley-Nationalpark (irisch Páirc Náisiúnta Bhrú na Bóinne) ist ein Schutzgebiet im Osten Irlands in der Auenlandschaft des Flusses Boyne im County Meath. Das Schutzgebiet wurde 2023 ausgewiesen und ist mit ca. 2,23 km² der flächenmäßig kleinste Nationalpark in Irland. 
Das um den Fluss Boyne befindliche Gebiet weist zahlreiche Habitate für die Pflanzen- und Tierwelt auf. Bereits zuvor standen  die Gebiete um den Boyne und dem Meath Blackwater als Special Areas of Conservation (Natura 2000-Gebiet), insbesondere für Flussneunauge, Lachs und Otter sowie Eisvögel.
Teile des Nationalparks gehören zum UNESCO-Welterbe Brú na Bóinne mit seinen Megalithanlagen in Newgrange, Dowth und Knowth.
Die irische Regierung erklärte, dass bis Ende 2025 ein Masterplan für den Nationalpark ausgearbeitet werden solle. Erst dann werde der Nationalpark auch für die Öffentlichkeit erfahrbar.
Für die Errichtung des Nationalparks hatte der irische Staat 2023 das Gelände um Dowth Hall für etwa 11 Millionen Euro erworben.